# لوژانی (ناحیه ییچین)
لوژانی (به چکی: Lužany) یک منطقهٔ مسکونی در جمهوری چک است که در شهرستان ییچین واقع شده‌است. لوژانی ۵۵۶ نفر جمعیت دارد.